# Dighe Inga
Le dighe Inga sono due dighe della Repubblica Democratica del Congo (Inga I e Inga II), situate a 140 miglia a sud-ovest di Kinshasa.

## Utilizzo
Sono dighe per la produzione di energia elettrica, costruite sulle più grandi cascate al mondo per volume medio (42,476 m³/s.), le cascate Inga del fiume Congo.
Attualmente vi sono dei piani di espansione con la creazione della Inga III e della Grande Inga, due nuove grandi stazioni idroelettriche. La Inga III genererebbe ben 4.500MW mentre la Grande Inga 39.000MW.